# Melicope fulva
Melicope fulva är en vinruteväxtart som först beskrevs av André Guillaumin, och fick sitt nu gällande namn av Stone. Melicope fulva ingår i släktet Melicope och familjen vinruteväxter. Inga underarter finns listade i Catalogue of Life.